# 宇宙塵埃

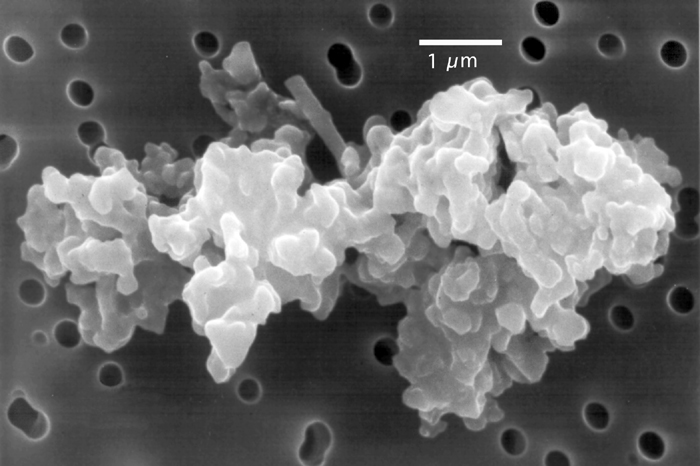
多孔球粒陨石行星际尘埃粒子

宇宙塵（英語：Cosmic Dust）是發生在外太空或落在地球上的灰塵。大多數宇宙塵埃顆粒的尺寸在幾個分子到 0.1 毫米（100 微米）之間，例如微流星體。較大的顆粒稱為流星體。是由眾多細小粒子組成的一種固態塵埃，自宇宙大爆炸起，便四散在浩瀚宇宙之中。宇宙塵的組成包含矽酸鹽、碳等元素以及水分，部分來自彗星、小行星等星體的崩解而產生。
宇宙塵對一個天體的誕生亦有影響，例如一個星體崩壞後所產生的宇宙塵，在經過漫長的宇宙旅程後，可能與一個正在形成的星體撞上，於是又循環成為了一個新的星體。在太陽系中，木星、土星、天王星、海王星等行星的光環，即是由於在行星初形成時，碎裂的宇宙塵未能融為星球的主體，但卻又無法擺脫行星萬有引力的牽制而產生圍繞著星球的破碎物質。
星塵號太空船收集了星際塵埃顆粒，並於 2006 年將樣本帶回地球。